# كارلتون غايدوشك
دانييل كارلتون غايدوسك (بالإنجليزية: Daniel Carleton Gajdusek)‏ (9 سبتمبر 1923 - 12 ديسمبر 2008)، هو طبيب وباحث أمريكي، حائز على جائزة نوبل في الطب أو علم وظائف الأعضاء في عام 1976 بالتشارك مع باروخ بلومبرغ وذلك نتيجة لأبحاثهم على أحد العوامل المُعدية والذي عرف لاحقًا باسم مرض كورو.
اتُهمَ غايدوسك بالتحرش الجنسي بالأطفال في عام 1996، وبعد إدانته، أمضى 12 شهرًا في السجن قبل ذهابه إلى المنفى الذاتي في أوروبا، وتُوفي هناك بعد عقدٍ من الزمن. حُفظت أوراقه في المكتبة الوطنية للطب في بيثيسدا، ماريلاند. وفي الجمعية الأمريكية للفلسفة في فيلادلفيا، بنسلفانيا.

## مطلع حياته والتعليم
كان والد غايدوسك، كارول غايدوسك، جزارًا سلوفاكيًا من بودوسكو، مملكة المجر. أقرباؤه من جهة أمه، هم هنغاريون أيضًا من الديانة الكالفينية، هاجروا من دبرتسن، المجر. وُلد غايدوسك في يونكيرس، نيويورك، وتخرج في جامعة روتشستر في عام 1943، ودرس الفيزياء والبيولوجيا والكيمياء والرياضيات. وحصل على درجة دكتور في الطب من جامعة هارفارد عام 1946 وأجرى أبحاثًا في جامعة كولومبيا ومعهد كاليفورنيا للتقنية وهارفارد. جُنِّد غايدوسك في عام 1951 في الجيش الأمريكي وعُيِّن كباحثٍ في علم الفيروسات في الكلية الطبية العسكرية.
وبعد خروجه من الجيش في عام 1954، ذهب للعمل كباحثٍ زائر في معهد والتر وإليزا هول للبحوث الطبية في ملبورن، أستراليا. وبدأ هناك عمله الذي تُوِّج لاحقًا بجائزة نوبل.

## الأبحاث المُتعلقة بمرض كورو
ركزت أشهر أعمال غايدوسك على مرض كورو. انتشر هذا المرض بين شعوب غينيا الجديدة في الخمسينيات والستينيات. وربط غايدوسك انتشاره بممارسة عادة أكل لحوم البشر من قبل تلك الشعوب. اختفى مرض كورو في غضون جيل واحد بمجرد القضاء على عادة أكل لحوم البشر.
قُدمت مشكلة كورو لغايدوسك عن طريق فينسينت زيغاس، وهو مسؤول طبِّي في غينيا الجديدة. قدم غايدوسك الوصف الطبي الأوّل لهذا الاضطراب العصبيّ المميز، والذي كان يُكتب بشكل خاطئ في الصُّحف الشعبية على أنه «مرض الضّحك». عاش غايدوسك بين تلك الشعوب، ودرس لغتهم وثقافتهم، وأجرى تشريح الجثث على ضحايا الكورو.
استنتج غايدوسك أن مرض كورو انتقل عن طريق ممارسة شعائر دينيَّة خاصة وهي تناول أدمغة أقارب المتوفين، والتي كانت تمارسها تلك الشعوب. ثم أثبت هذه الفرضيَّة من خلال نقل المرض إلى الحيوانات الثديية وبيَّن من خلال أبحاثه أنّ فترة حضانة هذا المرض طويلة وقد تمتد لعدة سنوات. فعل ذلك عن طريق حفر ثقوب في رؤوس «الشمبانزي» وملء المخيخ لديها بالمادة الدماغية. طوّرت هذه الحيوانات فيما بعد أعراض كورو. وكان هذا الدليل الأول على انتشار عدوى الأمراض التنكسية غير الالتهابية عند الإنسان.
أظهر مرض كورو تشابهًا واضحًا مع مرض سكاربي (مرض الراعوش)، وهو مرض يصيب الأغنام والماعز، ناجم عن عامل معدي غير تقليدي. اكتُشِفت في وقت لاحق عوامل بشرية إضافية تابعة لنفس المجموعة. من بينها مرض كروتزفيلد جاكوب. أدرك غايدوسك أن هذه الأمراض مثل مرض كورو وكروتزفيلد جاكوب، ناجمة عن عامل معدي جديد لم يُحدَّد بعد. أدت المزيد من الأبحاث حول عامل سكاربي من قبل ستانلي بروسينر وآخرين إلى التعرف على البروتينات الداخلية التي تُسمّى «بريون» كسبب لهذه الأمراض.

### الفيروسات غير التقليديّة
افترض غايدوسك في مقالته عام 1977 بعنوان »الفيروسات غير التقليدية وأصل واختفاء كورو«، أن سبب مرض كورو، وسكرابي، وكروتزفيلد جاكوب ما وصفه بالفيروس غير التقليدي. بالمقارنة مع الفيروسات العادية، كانت للفيروسات غير التقليدية فترة حضانة طويلة مع عدم وجود استجابة لها في الجهاز المناعي. أشار غايدوسك إلى أنه لا يمكن إثبات وجود أحماض نووية في الفيروسات غير التقليدية، لكنّه لم يستبعد احتمال احتواء الفيروسات غير التقليدية على الحمض النووي الريبي (RNA) بكمية أقل على الرغم من مقاومة الإشعاع .

## ادعاءات التحرش الجنسي بالأطفال والإدانة
أعاد غايدوسك خلال رحلاته البحثية في جنوب المحيط الهادئ، 56 طفلًا معظمهم من الذكور ليعيشوا معه في الولايات المتحدة، ومنحهم الفرصة لتلقي التعليم في المدارس الثانوية والكليات. أحد هؤلاء الأطفال، الذي أصبح رجلاً ناضجًا، اتهم لاحقًا غايدوسك بالتحرش به وهو طفل.
اتُّهمَ غايدوسك بالتحرش الجنسي بالأطفال في أبريل من عام 1996، استنادًا إلى مقالات تجرّمه، موجودة في مذكراته الشخصية بالإضافة إلى أقوال الضحايا. أقرَّ بأنه مذنب في عام 1997، ونتيجةً لاعترافه، حُكم عليه بالسجن لمدة 12 شهرًا. سُمح له بالعمل لمدة خمس سنوات تحت المراقبة التجريبية في أوروبا بعد إطلاق سراحه في عام 1998. لم يعد أبداً إلى الولايات المتحدة وعاش في أمستردام، وأمضى الشتاء في ترومسو، النرويج.
أُدينَ علاج غايدوسك في أكتوبر من عام 1996، باعتباره مُعاد للنُّخبويَّة ولا مبرر له، وذلك وفقًا لعالم النفس السّابق كريس براند في جامعة إدنبرة.
يذكر الفيلم الوثائقي «العبقريّ والفتيان» للمخرج بوسي  ليندكويست، الذي عُرضَ لأول مرة على قناة «بي بي سي 4» في الأول من يونيو عام 2009، أن «سبعة رجال شهدوا بسريّةٍ تامة حول قيام غايدوسك بممارسة الجنس معهم عندما كانوا صغارًا»، وقال أربعة منهم أن الممارسة لم تكن عنيفة، وقال ثلاثة منهم إن «الجنس كان بذيئًا ومُسيئًا وعنيفًا». علاوة على ذلك، اعترف غايدوسك علنًا بتحرشه بالفتيان وموافقته على زنا المحارم. لا يحاول الفيلم فهم العادات الجنسية لغايدوسك فحسب، ولكن أيضًا يحاول الكشف عن دوافعه الأعمق للعلم والاستكشاف والحياة.

## الموت والإرث
توفي غايدوسك في 12 ديسمبر 2008، في ترومسو، النرويج، عن عمر يناهز 85 عامًا. كان يعمل برفقة زملاء له في ترومسو وقت وفاته.
رواية «الناس في الشّجر» مأخوذة عن حياة غايدوسك وأبحاثه.

## روابط خارجية
- كارلتون غايدوشك على موقع IMDb (الإنجليزية)
- كارلتون غايدوشك على موقع الموسوعة البريطانية (الإنجليزية)
- كارلتون غايدوشك على موقع مونزينجر (الألمانية)
- كارلتون غايدوشك على موقع إن إن دي بي (الإنجليزية)